# 杜朝聘
杜朝聘（1485年—？），字莘夫，號我山，山東兖州府東平州東阿縣人，民籍，明朝政治人物。

## 生平
嘉靖元年（1522年）壬午科山東鄉試第四十八名。嘉靖八年（1529年）登己丑科進士。任直隸溧水縣知縣，致仕卒。

## 家族
曾祖杜麟；祖父杜昂，贈通判；父杜萱，曾任知府。母張氏。具慶下。兄朝卿。弟朝言、朝雍。